# Cucúlio

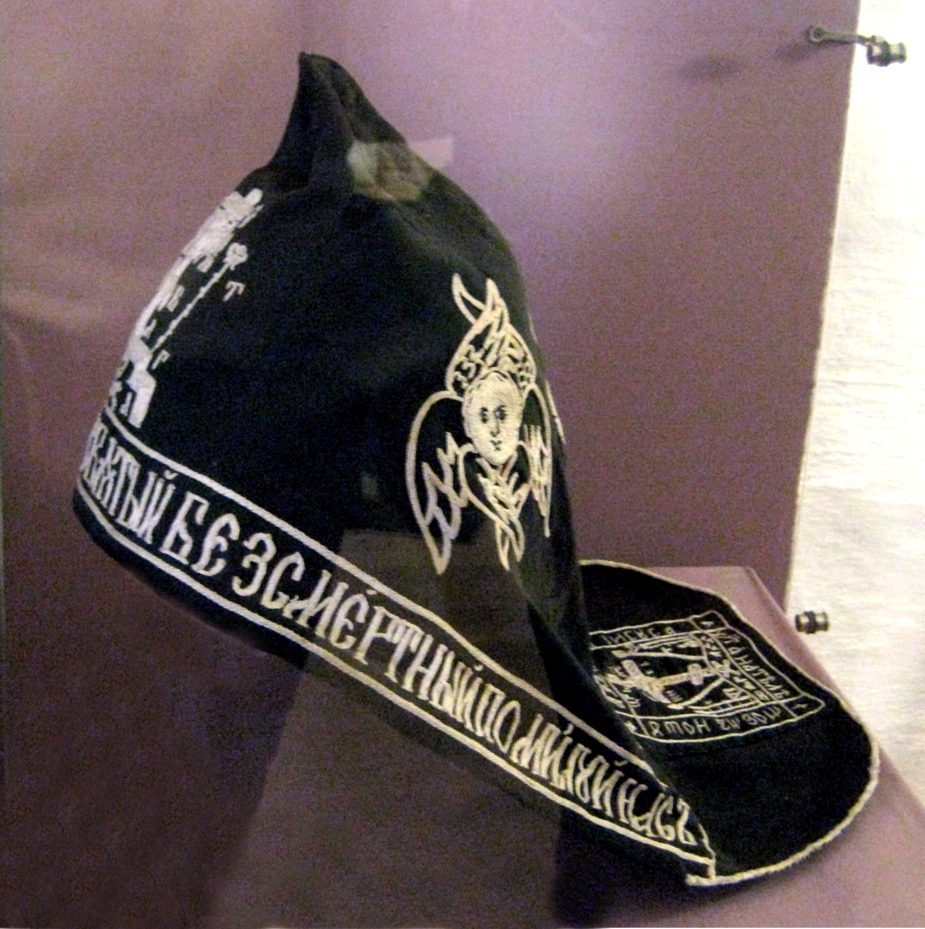
Cucúlio do século XIX, no museu do Mosteiro de São Cirilo do Lago Branco

O cucúlio (em latim: cuculium; em grego: κουκούλιον; romaniz.: koukoúlion; eslavo: kukol) é um cocar tradicional usado por monges e certos patriarcas no cristianismo oriental.

## História
Relacionado ao capuz ocidental, era o boné usado pelos monges ortodoxos. Mostra-se usado pelo imperador Miguel IV, que morreu como monge, no Escilitzes de Madri. Os monges ortodoxos medievais não tinham hábitos e uniformes específicos relacionados às ordens como no Ocidente (por exemplo, o hábito beneditino ou o hábito franciscano), mas cada mosteiro estabeleceu suas próprias regras. Os monges usavam um gorro simples, muitas vezes feito de tecidos claros e modestos, que era chamado de cucúlio.

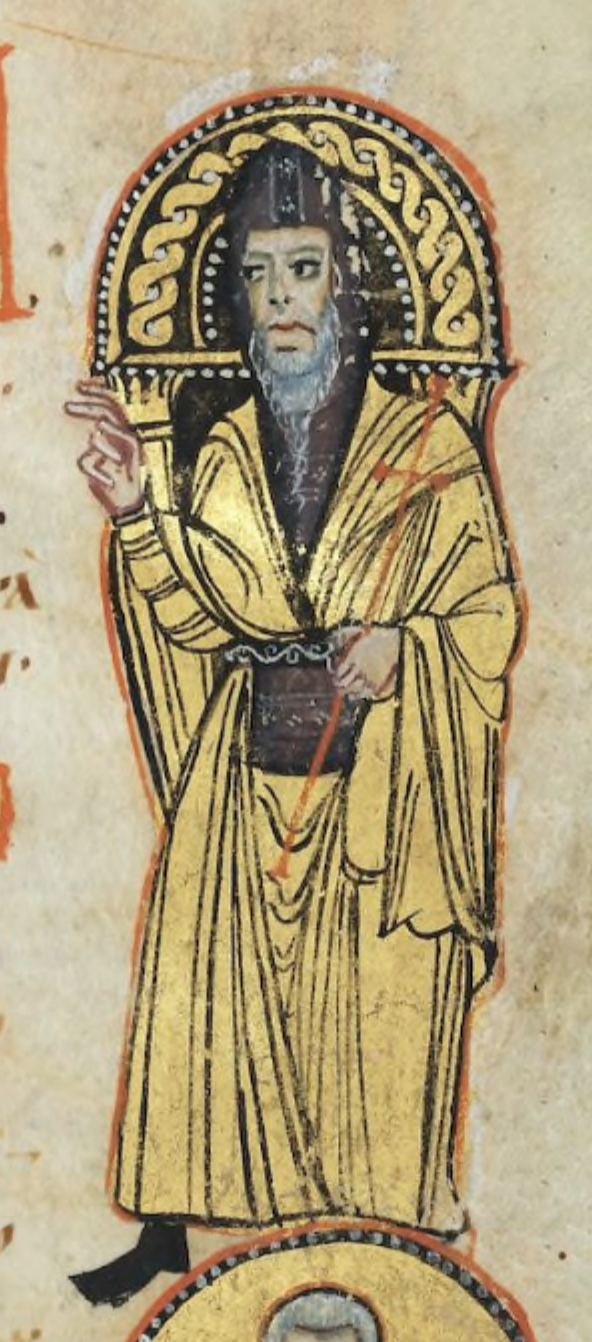
Monge vestindo um cucúlio, do Sacra Parallela
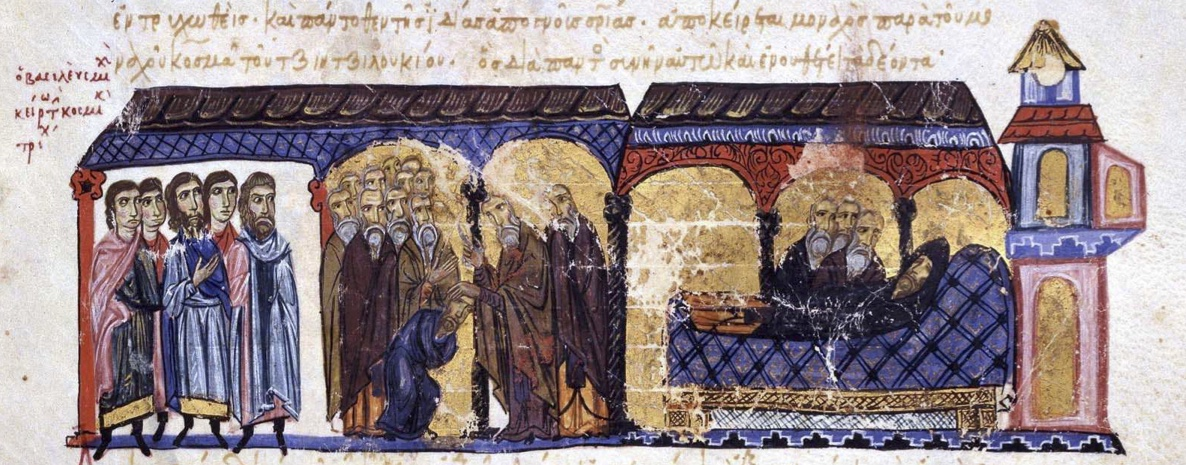
Imperador Miguel IV deitado na cama e vestindo o cucúlio, do Escilitzes de Madri
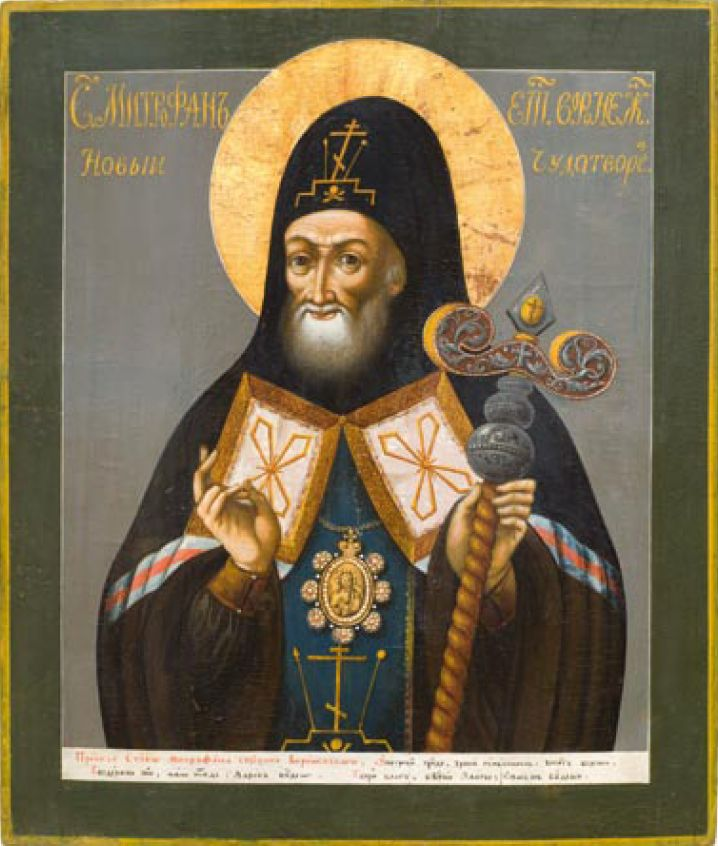
Mitrófanes de Voronezh vestindo o cucúlio (ícone do século XIX)
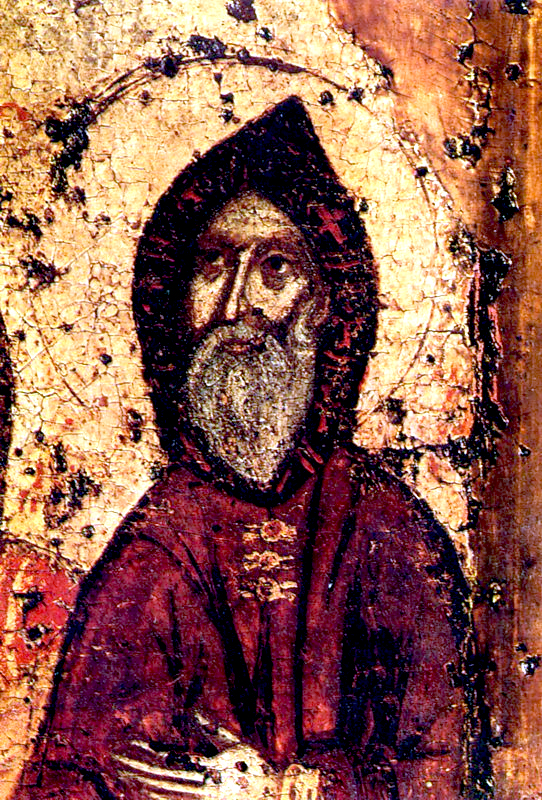
Antônio de Quieve mostrado vestindo um cucúlio.

### Grande Esquema
A partir do século XVII, seguindo as reformas do Patriarca Nicônio, a vestimenta superior usada pelos monges do Grande Esquema (skhimonakh) tem a forma de um capuz pontiagudo com duas longas lapelas que cobrem as costas e o peito. É de cor preta e bordado com cruzes, serafins de seis asas e o texto do Triságio. É usado acima das mandyas (manto monástico) e é o mesmo para monges e monjas. No contexto dos votos monásticos, é chamado de cucúlio da bondade e capacete da salvação. O cucúlio substitui o klobuk que é usado pelos monásticos de níveis inferiores. Prendeu-se a um véu negro, o Epanokalimavkion.

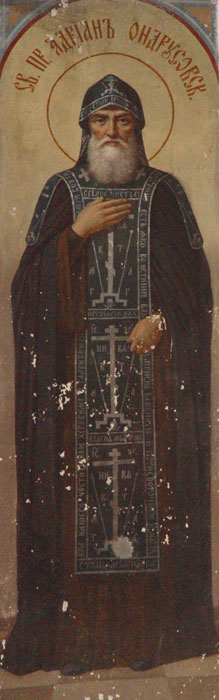
Ícone de São Adriano de Ondrusov, vestindo o cucúlio preto. Os lapets podem ser vistos em seus ombros.
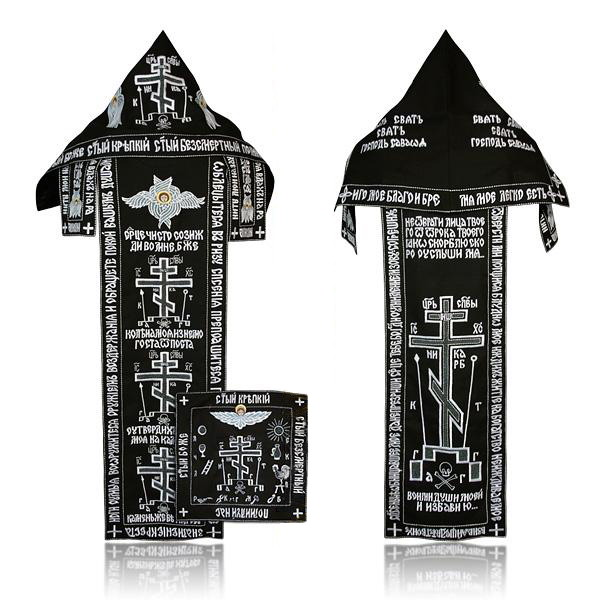
Grande esquema esloveno, com o cucúlio (capuz) e os analavos
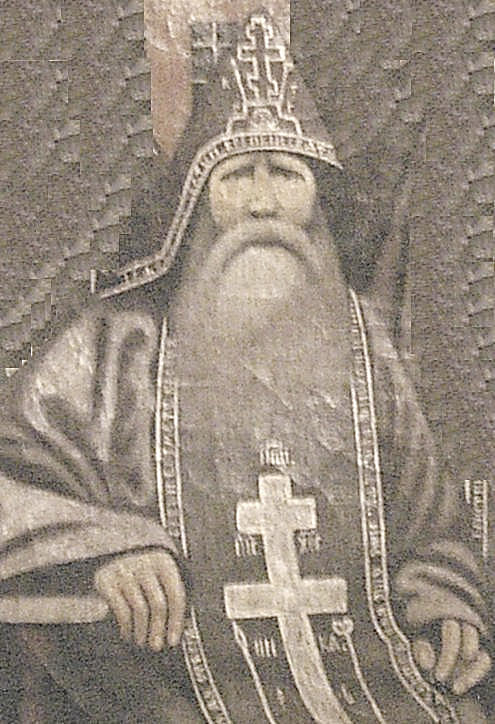
Philip Khorev (1802-1869) - monges do esquema da Igreja Ortodoxa Russa, vestindo o capuz cucúlio

## Cucúlio Patriarcal

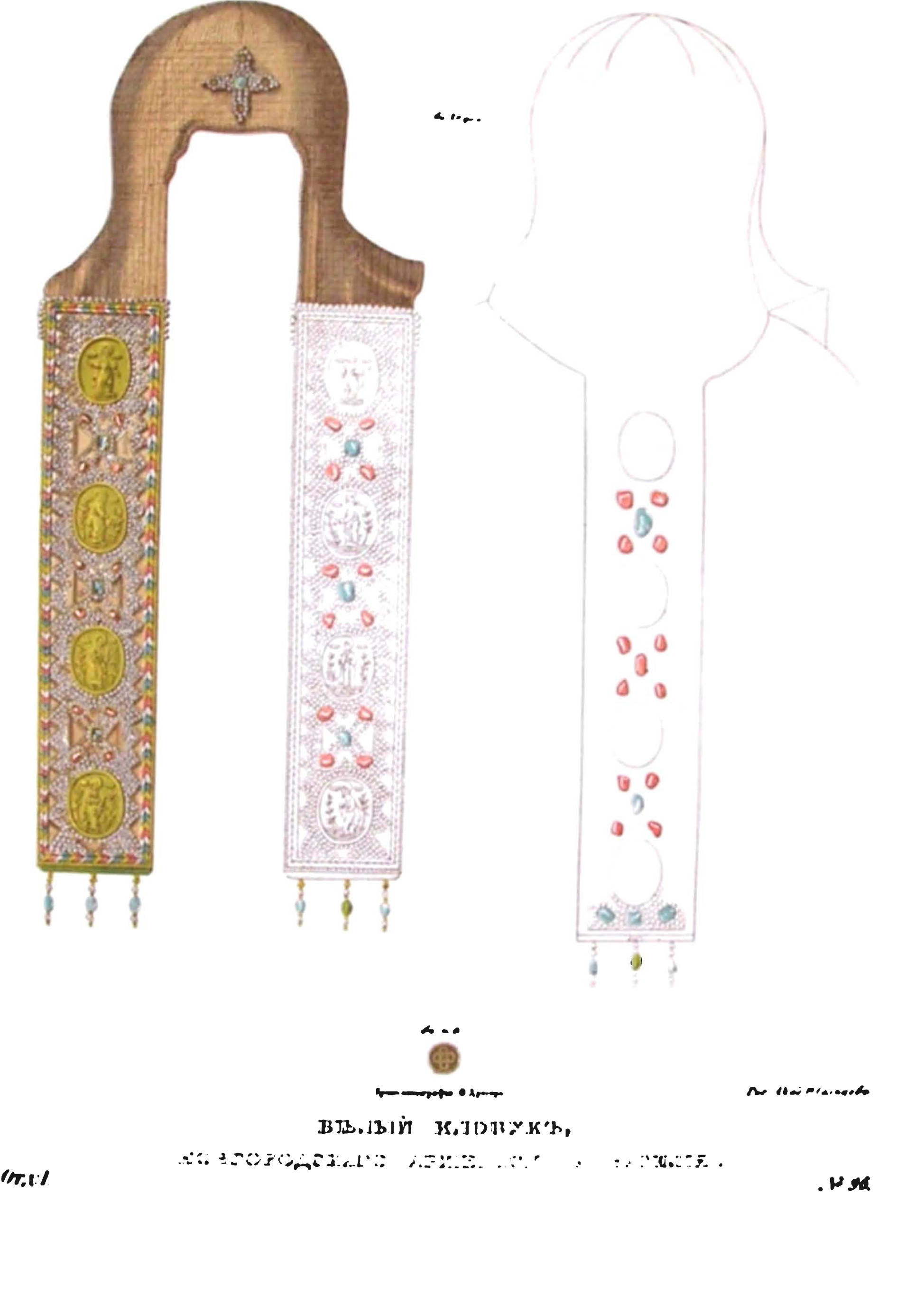
Klobuk/cucúlio branco de Basílio Kalika, Arcebispo de Novogárdia (1330–1352)

### Patriarca de Moscou
O Patriarca de Moscou e Toda a Rússia usa um klobuk branco, que é referido como cucúlio, com um "Zion", uma ponta rígida encimada por uma cruz. Ele usa este ex officio, tenha ou não sido tonsurado no Grande Esquema.
A origem do cucúlio patriarcal branco é contestada.
O Arcebispo Basílio Kalika, Arcebispo de Novogárdia (1330–1352), usava um cucúlio branco que é preservado na Catedral de Santa Sofia, Novogárdia. A lenda do capuz branco é uma história ortodoxa russa registrada pela primeira vez pelo monge Filoteu de Pskov em 1510 que conta a história de como o cucúlio branco foi dado pela primeira vez ao Arcebispo Basílio Kalika pelo Patriarca Ecumênico. Em 1667, a história foi condenada pelo Grande Sínodo de Moscou como "falsa e errada" e construída por Dimitri Tolmach (diferentes especialistas entendem por esse nome Dimitri Trakhaniot ou Dimiti Gerasimov, ambos tinham esse apelido).
Em vez disso, o Metropolita Platão, baseado no fato de que antes de Basílio de Novogárdia o kobluk branco tinha sido usado primeiro por Leôncio, Bispo de Rostov,  que usava um klobuk branco, levantou a hipótese de que o costume do klobuk branco foi emprestado não de Novogárdia, mas existia antes desde o início do cristianismo na Rússia.
Em 1564, o Conselho de Moscou adotou um código sobre o direito do Metropolita de Moscou para usar um cucúlio branco. Após o estabelecimento do patriarcado na Rússia em 1589, os Patriarcas de Moscou começaram a usar o cucúlio branco.

### Outros
Cucúlio também são usados pelos primazes de algumas outras Igrejas Ortodoxas, por exemplo, o Católico-Patriarca de Toda a Geórgia.
José Slipyj, Arcebispo Maior da Igreja Greco-Católica Ucraniana, usava um cucúlio vermelho, quando foi feito Cardeal da Igreja Católica Romana no consistório de 1965.

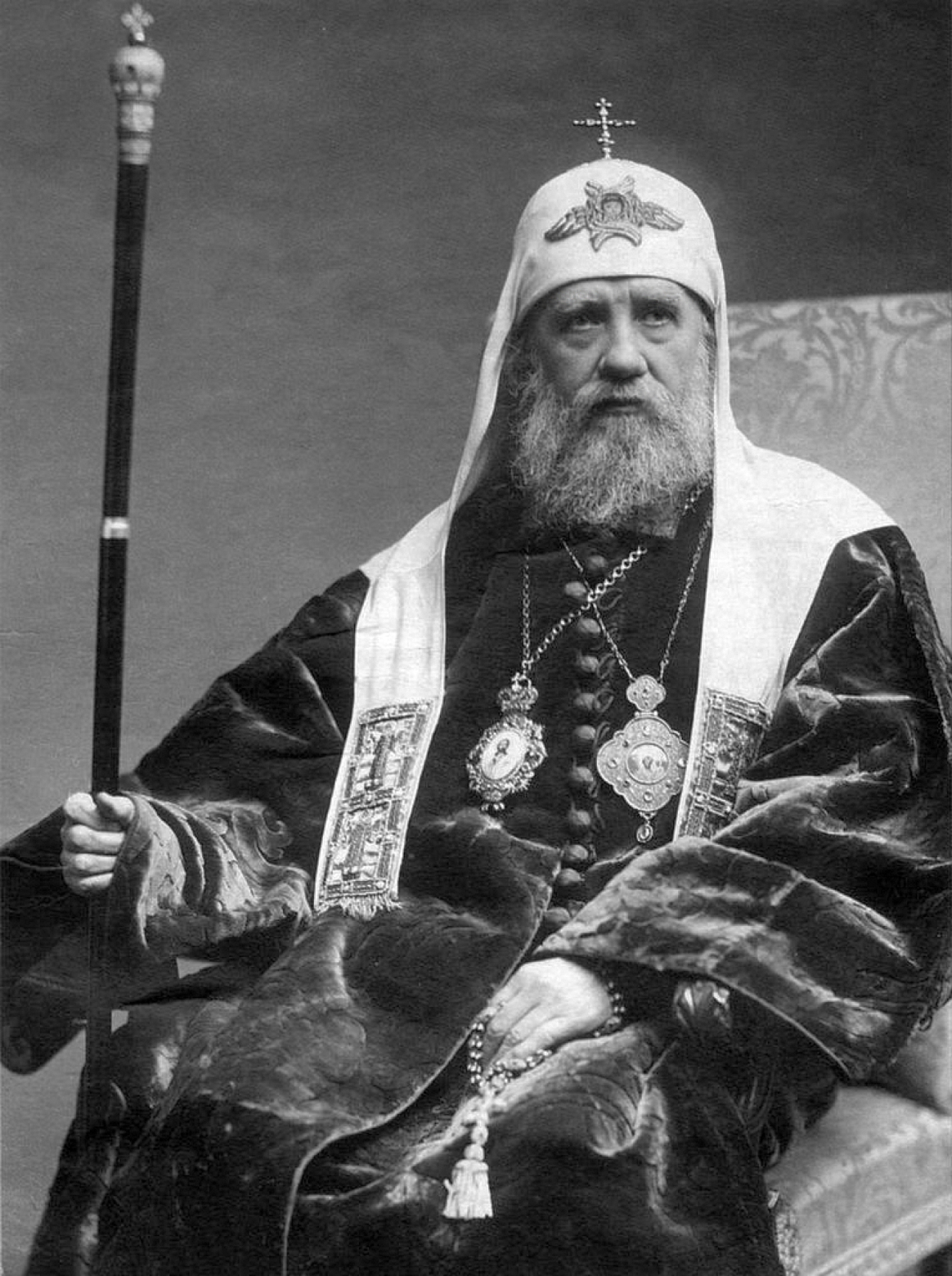
São Ticônio de Moscou vestindo o cucúlio branco patriarcal.
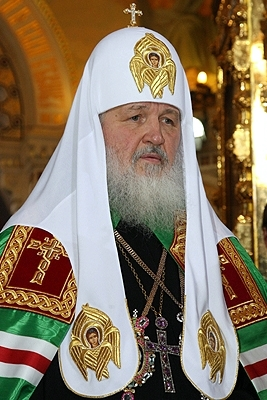
Patriarca Cirilo de Moscou vestindo seu cucúlio